# Szczecinki pozaprzyoczkowe
Szczecinki pozaprzyoczkowe – rodzaj szczecinek występujący na głowie muchówek.
Występują w liczbie dwóch. Usytuowane są tuż za przyoczkami i blisko siebie.